# جاسيك كرزينوفيك
جاسيك كرزينوويك (بالبولندية: Jacek Krzynówek، ويلفظ يَاتْسَاكْ كْشِينُوڤَاكْ) ، من مواليد 15 مايو 1976 في كاميينسك في بولندا ، لاعب كرة قدم بولندي.
يلعب مع نادي فولسبوغ الألماني منذ عام 2006.
بدأ باللعب مع منتخب بولندا لكرة القدم في عام 1998.

## روابط خارجية
- جاسيك كرزينوفيك على موقع الاتحاد الدولي (مؤرشف)  (الإنجليزية)
- جاسيك كرزينوفيك على موقع قاعدة بيانات كرة القدم.إي يو (الإنجليزية)
- جاسيك كرزينوفيك على موقع بيانات كرة القدم. دي إي (الألمانية)
- جاسيك كرزينوفيك على موقع ناشيونال فوتبول تيمز (الإنجليزية)
- جاسيك كرزينوفيك على موقع Soccerway.com (الإنجليزية)
- جاسيك كرزينوفيك على موقع عالم كرة القدم.نت (الإنجليزية)